# Tallanstown
Tallanstown (irisch Baile an Tallúnaigh) ist eine Ortschaft im County Louth in Irland. Bei der Volkszählung 2022 wurden für die Ortschaft 668 Einwohner festgestellt.

## Lage
Tallanstown liegt etwa 13 Kilometer südsüdwestlich von Dundalk am River Glyde. Die R166 und die R171 kreuzen im Ortskern. Nahe der Ortschaft befindet sich die Erdburg Louth Hall.

## Bildergalerie

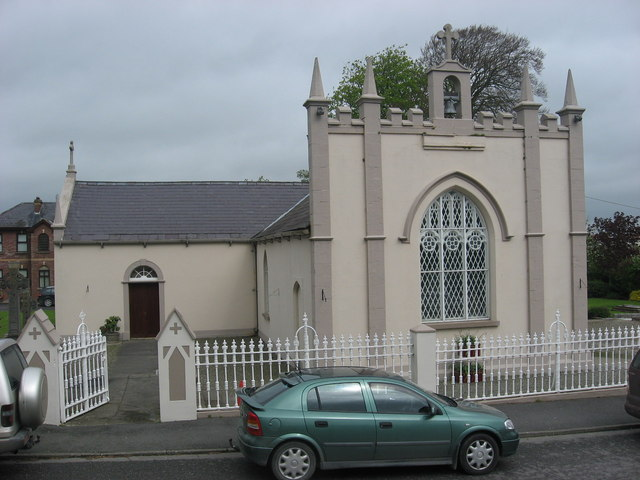
Römisch-katholische Kirche Saints Peter and Paul, um 1780 errichtet
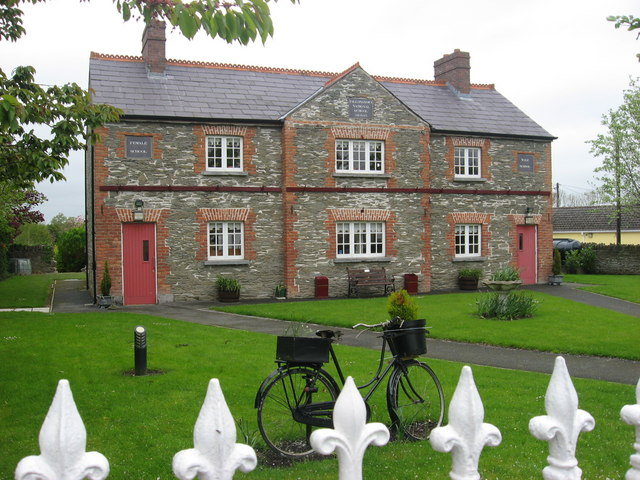
Altes Schulgebäude